# Giovanni Giua
Giovanni Giua (Sassari, 29 marzo 1895 – Roma, 15 febbraio 1997) è stato un ingegnere e ufficiale italiano, docente nella Scuola di Applicazione e Istituto di Studi militari dell'Esercito; fu a capo dei reggimenti di artiglieria aggregati al Corpo d'armata alpino durante la campagna italiana di Russia.

## Biografia
Di famiglia lurese, visse a Torino e a Roma. Entrò nell'Accademia militare nel 1912, come allievo ufficiale di artiglieria. Ha partecipato alla prima guerra mondiale con il grado di sottotenente. Fu promosso capitano che era ancora minorenne (allora la maggiore età si conseguiva a 21 anni), avendo partecipato alla battaglia di Gorizia come comandante di batteria bombarde. Fu ferito in combattimento alla faccia durante la battaglia di Monfalcone del 28 maggio 1917.
Dopo la guerra, si laureò in ingegneria industriale al Politecnico di Milano (1921); ha insegnato resistenza dei materiali presso la Scuola di Applicazione e Istituto di Studi militari dell'Esercito.
Partecipò alla seconda guerra mondiale con il grado di colonnello, al comando del 5º reggimento di artiglieria contraerea nella battaglia delle Alpi Occidentali, sul fronte francese. Successivamente ha fatto parte dell'armata italiana in Russia, come capo dell'ufficio comando dei reggimenti di artiglieria aggregati al Corpo d'armata alpino. Ha partecipato all'offensiva del Medio Don.
Durante il ripiegamento conseguente alla offensiva sovietica Ostrogorzk-Rossoš, il colonnello Giua era alla testa dell'11º Raggruppamento di artiglieria di Corpo d'Armata e, insieme al battaglione Morbegno costituiva la formazione di coda del 5º reggimento della 2ª Divisione alpina "Tridentina" in ritirata. Il 22 gennaio 1943, dopo un combattimento con l'esercito sovietico presso Ossadtschij, i due reparti rimasero isolati dal resto dell'armata. Giua ebbe allora un diverbio con il comandante del “Morbegno”, maggiore Romualdo Sarti, sostenendo che per il ricongiungimento fosse necessario dirigersi verso sud, mentre il suo interlocutore era del parere di proseguire verso ovest. Separatisi allora i due reparti, il “Morbegno” fu pressoché distrutto il giorno dopo nella battaglia di Varvarovka, mentre l'11º Raggruppamento di artiglieria riuscì a ricongiungersi.
Dopo la battaglia di Nikolaevka (26 gennaio 1943), il colonnello Giua prese parte alla ritirata di Russia riportando un piede congelato.  Ricoverato presso l'ospedale di riserva di Charkiv, rientrò definitivamente in Italia nel febbraio 1943. Alla fine della Seconda guerra mondiale, avendo aderito alla Repubblica Sociale Italiana, Giua fu imprigionato nel campo di concentramento di Fossoli e poi a Forte Boccea, sino all'11 novembre 1945.
Per tali trascorsi, l'11 maggio 1946 fu collocato d'autorità nella riserva dell'esercito e, il 20 novembre 1948, in congedo. Rientrato nella condizione di "civile", Giua conseguì l'incarico di ingegnere capo dell'INA-Casa. Reintegrato, poi, a tutti gli effetti, nel 1951, fu ricollocato nella riserva l'anno successivo e, nel 1953, gli fu attribuita la Croce di guerra al valor militare, per la sua partecipazione alla campagna del Medio Don. Lo stesso anno tentò la carriera politica, presentandosi alle elezioni per la Camera dei deputati nelle liste del PLI nella circoscrizione Sardegna ma si collocò soltanto al quinto posto e non fu eletto.
È stato definitivamente collocato a riposo per età, a settant'anni, il 30 marzo 1965. Con legge 334 del 25 Giugno 1969, in qualità di combattente della guerra 1914-18, gli fu concesso di richiedere la promozione, a titolo onorifico, al grado superiore di generale di brigata; dal suo stato di servizio, tuttavia, non risulta che ne abbia mai fatto domanda.